# Höhe (Bad Honnef)

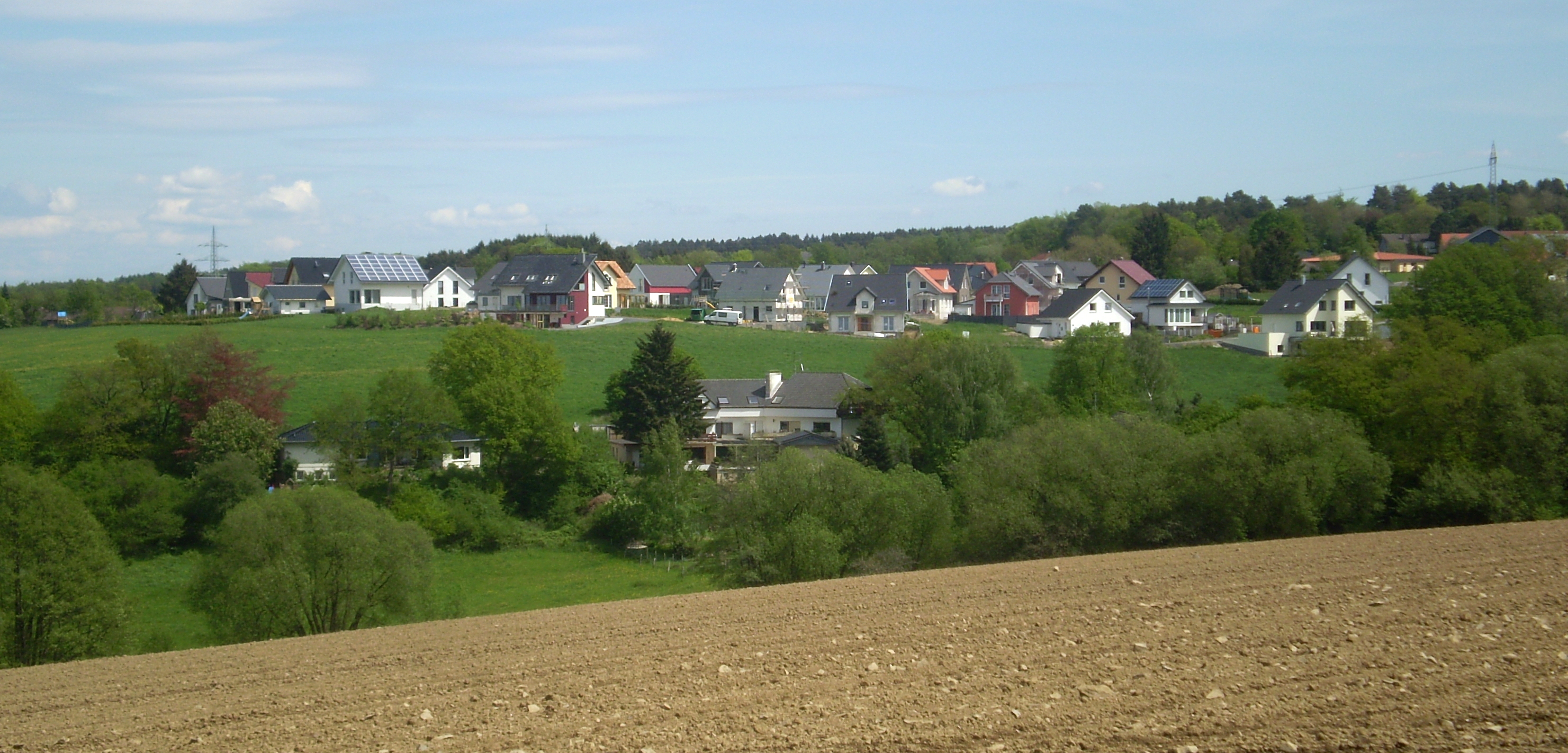
Blick auf Höhe von Westen (2012)

Höhe ist ein Ortsteil von Aegidienberg, einem Stadtbezirk von Bad Honnef im nordrhein-westfälischen Rhein-Sieg-Kreis.

## Geographie
Höhe liegt in der südwestlichen Mitte der Gemarkung Aegidienberg auf einem nach Norden abfallenden Bergrücken zwischen dem Kochenbach im Westen und dem Wintersberger Bach im Osten. Die Ortschaft umfasst Höhenlagen zwischen 295 und 310 m ü. NHN. Unmittelbar südlich und östlich schließt sich der Ortsteil Rottbitze an, nach Nordwesten besteht ein fließender Übergang in den weilerartigen Ortsteil Wintersberg. Die Kreisstraße 6 im Norden (Himberg–Wülscheid) und die Landesstraße 247 (Rottbitze–Anschlussstelle A 3–Stockhausen) im Süden verlaufen in annähernd gleicher Entfernung von Höhe.

## Geschichte
Der Ortsname Höhe beschreibt die topographische Lage der Ortschaft und entwickelte sich aus „Auf der Höhe“ bzw. „Zur Höhe“. 1673 verzeichnete Höhe zehn steuerpflichtige Einwohner, 1803 sieben Wohngebäude bzw. Hausnummern. Höhe zählt zu den acht Honschaften, aus denen sich das Kirchspiel Aegidienberg spätestens seit Mitte des 18. Jahrhunderts bis zur Auflösung des Herzogtums Berg im Jahre 1806 zusammensetzte. Zur Honschaft Höhe gehörte auch der Weiler Wintersberg.
Bis zum ersten Drittel des 19. Jahrhunderts nahm die Einwohnerzahl spürbar zu, 1843 verfügte Höhe bereits über 16 Wohnhäuser. Spätestens ab 1871 umfasste der Ortsteil Rottbitze gemäß den Ergebnissen von Volkszählungen ein vormals zu Höhe gerechnetes Gebiet, was zu einem deutlichen Rückgang der ausgewiesenen Einwohnerzahl von Höhe führte. 1951 entstand am Nordrand von Höhe an der Grenze zu Wintersberg die Kreisstraße 6, die von Himberg mit Unterquerung der Autobahn über Orscheid nach Wülscheid führt. Sie ersetzte eine in insgesamt gerader Linie von Höhe nach Himberg führende Straße, die anschließend bis auf Reststücke abgerissen wurde. Am spürbaren Wachstum der Gemeinde Aegidienberg in den ersten beiden Nachkriegsjahrzehnten nahm der Ortsteil Höhe nicht teil, dieses wurde jedoch spätestens in den 2000er-Jahren durch die Entstehung eines umfangreichen Neubaugebiets nachgeholt.
Aus früherer Zeit haben sich eine Hofanlage und ein Landgasthof erhalten. Am oberen Rand der Höhe befinden sich zwei Kindergärten, einer in privater (errichtet 1993/94) und einer in Trägerschaft der Arbeiterwohlfahrt.
Einwohnerentwicklung
| Jahr | Einwohner |
| ---- | --------- |
| 1816 | 84        |
| 1828 | 96        |
| 1843 | 81        |
| 1885 | 47        |
| 1905 | 48        |
| 1963 | 56        |

## Wappen

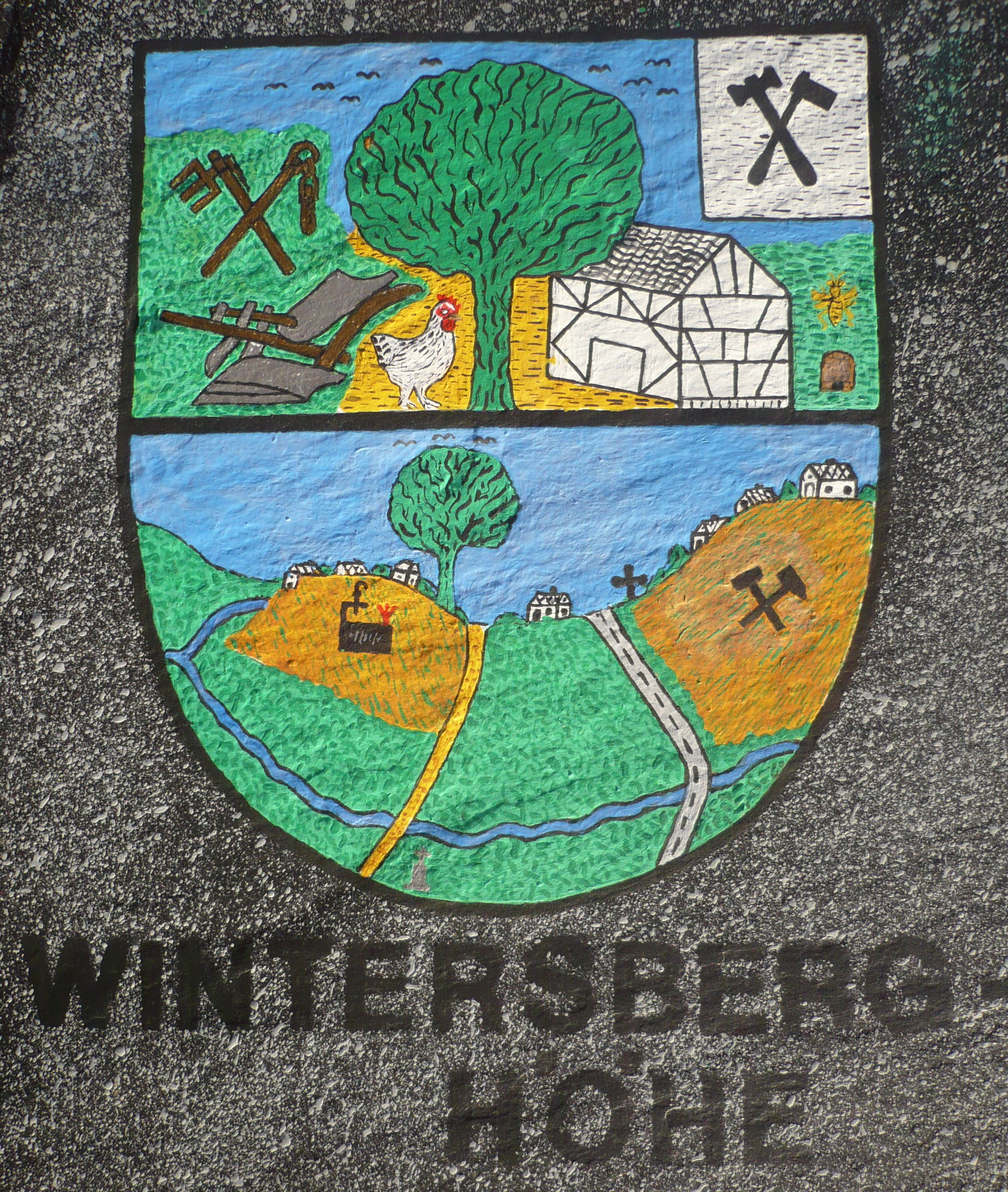
Schiefertafel als Ortswappen

2008 wurde durch den Künstler Richard Lenzgen eine Schiefertafel als Ortswappen von Höhe und Wintersberg geschaffen. Das zweigeteilte Wappen zeigt in der unteren Hälfte die beiden Ortschaften mit ihrer Umgebung aus westlicher Richtung: den bzw. die von Höher Bach und Kochenbach eingerahmten Bergrücken sowie den Wintersberger Weg als altem Kirchweg und die Kreisstraße 6 (Eudenbacher Straße). Beide Ortsteile sind mit Symbolen abgebildet, die an den ehemaligen Erzbergbau am Höher Berg erinnern: Höhe mit Schlägel und Eisen, Wintersberg mit einer Grubenlampe. Ein Wegekreuz steht stellvertretend für die Bedeutung, die früher dem Christentum im Ortsleben beikam. In der oberen Hälfte des Wappens nimmt eine Kastanie einen zentralen Platz ein, die seit Mitte des 19. Jahrhunderts besteht. Sie wird von verschiedenen landwirtschaftlichen Werkzeugen, einem Hahn, einem weiteren Schlägel und Eisen – die Entwicklung von traditionellen zu neuzeitlichen Berufen verkörpernd – und einem Fachwerkhaus flankiert, das für weitere in Wintersberg und Höhe vorhandene steht.